# Wonder Showzen
Wonder Showzen fue una comedia de humor negro surrealista televisiva de tipo "sketch" emitida entre 2005 y 2006, por MTV2, creada por John Lee y Vermon Chatman.
El show era emitido en forma de PBS educacional, haciendo parodia directamente a programas como Plaza Sésamo debido al uso de marionetas; diferenciándolo de los temas adultos de los que toca, como la satirización de religión, política, guerra y sexo.

## Segmentos recurrentes
- Beat Kids - Uno de los chicos actúa de periodista para entrevistar vulgarmente a personas aleatorias en lugares públicos.
- What's Jim Drawing? - Apareció en el episodio 202.
- Horse Apples - Aparecido en el episodio 203.
- Funny/Not Funny - Muestra de clips macabros, en los que los niños opinan que es gracioso y que no.
- So Now You Know - Sketch de preguntas y respuestas.
- Breaking News - Aparece un niño como reportero, anunciando noticias.
- We Went To... - Los chicos narran que aprendieron de un viaje de excursión.
- Clarence's Movies - Clarence la marioneta entrevista a gente del público, generando respuestas violentas.
- Story Time - Un invitado especial lee cuentos para los niños.
- Dear Jesus or Dear Grandma - Una carta escrita por un niño es leída.

## Personajes
Adultos
- Vernon Chatman (Chauncey/Clarence/Voces)
- John Lee (Wordsworth/Him/Voces)
- Alyson Levy (Sthugar/Voces)

Niños
- Leslie Emperatriz Caré
- P.J. Connaire
- Jacob Kogan
- Trevor Heins
- Miles Kath
- Jasmina Lee
- Alexandra Rose
- Frankie Scapoli
- Brian Senior 1
- Ryan Simpkins
- Miles Williams
- Evan Seligman

- Datos: Q3736647